# Ardisia keenanii
Ardisia keenanii är en viveväxtart som beskrevs av C. B. Cl. Ardisia keenanii ingår i släktet Ardisia och familjen viveväxter. Inga underarter finns listade i Catalogue of Life.